# Джоузеф Болоня
Джоузеф Болоня (на английски: Joseph Bologna) е американски актьор. 

## Биография
Роден е на 30 декември 1934 г. в Ню Йорк, САЩ. Известен е с ролите си във филмите „Любимата ми година“ и „Трансилвания 6-5000“. Той е гласът на детектив Дан Търпин в „Супермен: Анимационният сериал“.
Умира в Дуарти, Калифорния на 13 август 2017 г. от рак на панкреаса.

## Избрана филмография
| година | филм                    | оригинално заглавие | роля          | режисьор      |
| ------ | ----------------------- | ------------------- | ------------- | ------------- |
| 1984   | За всичко е виновен Рио | Blame It on Rio     | Виктор Лайънс | Стенли Донън  |
| 1984   | Жената в червено        | The Woman in Red    | Джо           | Джийн Уайлдър |